# Razines
Razines est une commune française du département d'Indre-et-Loire, en région Centre-Val de Loire.

## Géographie
Le village se trouve dans une campagne très reculée, à environ 10 km de Richelieu (Indre-et-Loire) ; Razines est bordé par le petit cours de la Veude. Les villages aux alentours sont Jaulnay, Braslou, Braye-sous-Faye, ou encore Faye-la-Vineuse. L'accès le plus simple à Razines se fait par la RD 749.
| Braye-sous-Faye | Braslou |         |
|                 | Razines |         |
| Faye-la-Vineuse |         | Jaulnay |

### Hydrographie

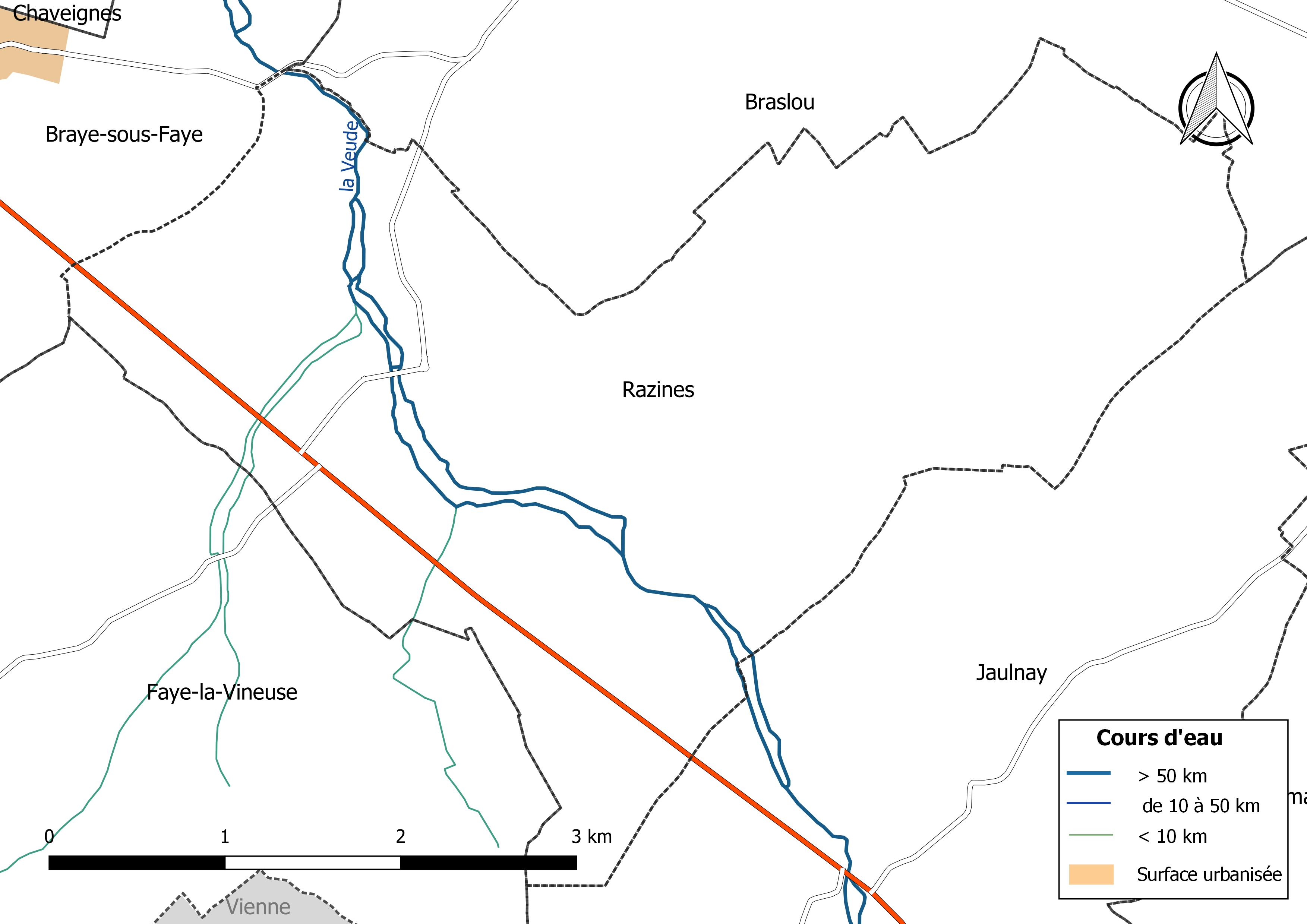
Réseau hydrographique de Razines.

Le réseau hydrographique communal, d'une longueur totale de 12,1 km, comprend un cours d'eau notable, la Veude (5,3 km), et trois petits cours d'eau pour certains temporaires,.
La Veude, d'une longueur totale de 42,2 km, prend sa source à une altitude de 150 m sur la commune de Thuré (Vienne) et se jette  dans la Vienne à 36 m d'altitude, à la limite entre les communes d'Anché et de Rivière, après avoir traversé 14 communes. La station hydrométrique de Lémeré permet de caractériser les paramètres hydrométriques de la Veude. Le débit mensuel moyen (calculé sur 22 ans pour cette station) varie de 0,32 m3/s au mois d'août  à 2,31 m3/s au mois de février. Le débit instantané maximal observé sur cette station est de 24,90 m3/s le 20 juin 2013, la hauteur maximale relevée a été de 2,57 m ce même jour,.
Sur le plan piscicole, la Veude est classée en deuxième catégorie piscicole. Le groupe biologique dominant est constitué essentiellement de poissons blancs (cyprinidés) et de carnassiers (brochet, sandre et perche).

### Climat
Pour des articles plus généraux, voir Climat du Centre-Val de Loire et Climat d'Indre-et-Loire.
En 2010, le climat de la commune est de type climat océanique dégradé des plaines du Centre et du Nord, selon une étude du CNRS s'appuyant sur une série de données couvrant la période 1971-2000. En 2020, Météo-France publie une typologie des climats de la France métropolitaine dans laquelle la commune est exposée à un climat océanique altéré et est dans la région climatique  Moyenne vallée de la Loire, caractérisée par une bonne insolation (1 850 h/an) et un été peu pluvieux. 
Pour la période 1971-2000, la température annuelle moyenne est de 11,5 °C, avec une amplitude thermique annuelle de 15,1 °C. Le cumul annuel moyen de précipitations est de 682 mm, avec 11 jours de précipitations en janvier et 6,2 jours en juillet. Pour la période 1991-2020, la température moyenne annuelle observée sur la station météorologique de Météo-France la plus proche, sur la commune de Courcoué à 7 km à vol d'oiseau, est de 12,5 °C et le cumul annuel moyen de précipitations est de 688,4 mm,. Pour l'avenir, les paramètres climatiques de la commune estimés pour 2050 selon différents scénarios d'émission de gaz à effet de serre sont consultables sur un site dédié publié par Météo-France en novembre 2022.

## Urbanisme

### Typologie
Au 1er janvier 2024, Razines est catégorisée commune rurale à habitat dispersé, selon la nouvelle grille communale de densité à sept niveaux définie par l'Insee en 2022.
Elle est située hors unité urbaine et hors attraction des villes,.

### Occupation des sols
L'occupation des sols de la commune, telle qu'elle ressort de la base de données européenne d’occupation biophysique des sols Corine Land Cover (CLC), est marquée par l'importance des territoires agricoles (74 % en 2018), une proportion identique à celle de 1990 (74 %). La répartition détaillée en 2018 est la suivante : 
terres arables (43,7 %), forêts (26 %), prairies (16 %), zones agricoles hétérogènes (12 %), cultures permanentes (2,3 %). L'évolution de l’occupation des sols de la commune et de ses infrastructures peut être observée sur les différentes représentations cartographiques du territoire : la carte de Cassini (XVIIIe siècle), la carte d'état-major (1820-1866) et les cartes ou photos aériennes de l'IGN pour la période actuelle (1950 à aujourd'hui).

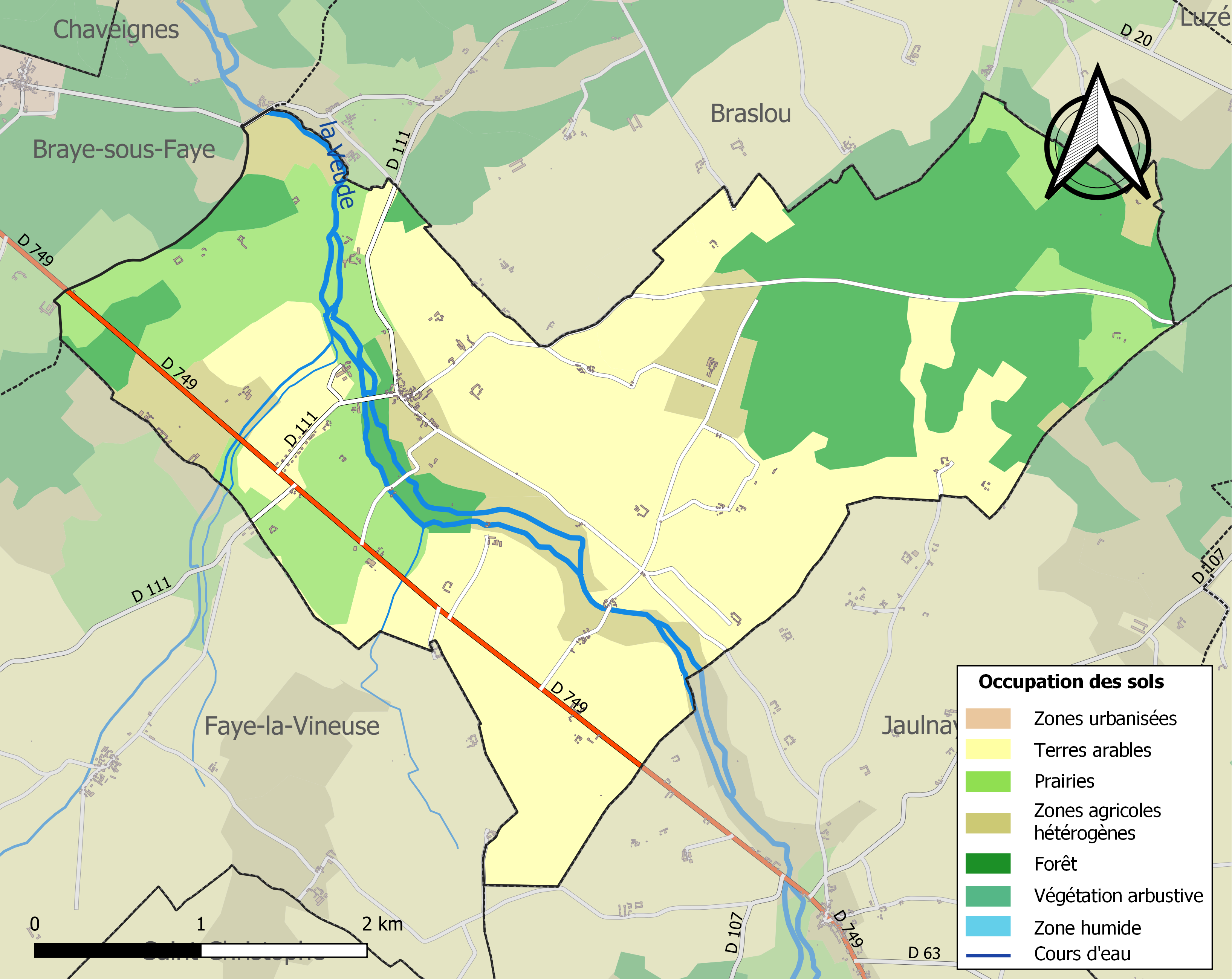
Carte des infrastructures et de l'occupation des sols de la commune en 2018 (CLC).

### Risques majeurs
Le territoire de la commune de Razines est vulnérable à différents aléas naturels : météorologiques (tempête, orage, neige, grand froid, canicule ou sécheresse) et séisme (sismicité modérée). Un site publié par le BRGM permet d'évaluer simplement et rapidement les risques d'un bien localisé soit par son adresse soit par le numéro de sa parcelle.

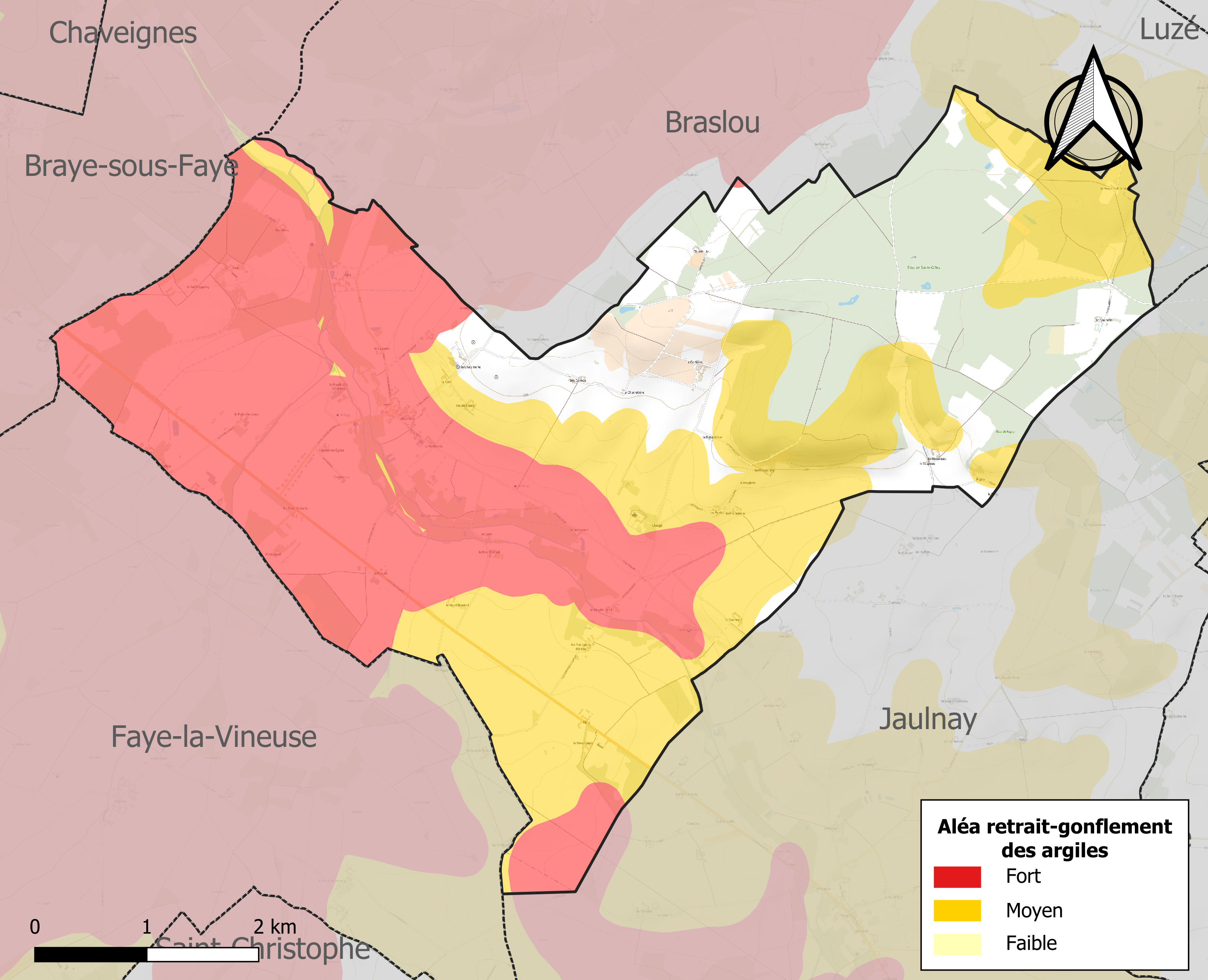
Carte des zones d'aléa retrait-gonflement des sols argileux de Razines.

Le retrait-gonflement des sols argileux est susceptible d'engendrer des dommages importants aux bâtiments en cas d’alternance de périodes de sécheresse et de pluie. 71,6 % de la superficie communale est en aléa moyen ou fort (90,2 % au niveau départemental et 48,5 % au niveau national). Sur les 139 bâtiments dénombrés sur la commune en 2019, 127 sont en aléa moyen ou fort, soit 91 %, à comparer aux 91 % au niveau départemental et 54 % au niveau national. Une cartographie de l'exposition du territoire national au retrait gonflement des sols argileux est disponible sur le site du BRGM,.
Concernant les mouvements de terrains, la commune a été reconnue en état de catastrophe naturelle au titre des dommages causés par des mouvements de terrain en 1999.

## Toponymie
Attestée sous les formes Ecclesia Razinae en 1062, puis Razina en 1085.
Ce nom est issu du mot gaulois ratis, pour indiquer la "fougère", avec un suffixe diminutif -ina qu'il faut interpréter non pas comme une "petite fougère" mais un "petit lieu où pousse la fougère".
Le -s qui a été ajouté plus tard, est ce qu'on appelle adventice: il ne faut pas y voir une marque du pluriel.

## Histoire
Une très ancienne tradition veut qu'à la veille de la bataille de Poitiers, en 732, les Sarrasins soient venus camper à Razines avec leurs chevaux, attirés par l'abondance et la pureté des eaux vives qui y jaillissaient un peu partout. Ils auraient baptisé l'endroit « Ras el-Aïn », le « pays des sources », qui nous aurait donné « Razines ». Dès le XIIe siècle en tout cas, Razines figure dans le cartulaire de l'abbaye du Noyers sous le nom d'« ecclesia Beata Maria de Razina ». Sur ce document il apparaît qu'en 1106, un certain Adémar de Granier, résident de Faye-la-Vineuse dont relevait, à titre de fief, le territoire de Razines, fit don de l'intégralité de ses droits sur l'église de Razines tout juste construite, à l'abbaye de Noyers. Razines fut l'un des fiefs de Faye-la-Vineuse durant des siècles. Razines est aujourd'hui rattachée à la province ecclésiastique de Tours.

## Politique et administration
Le maire actuel de Razines est Franck Libéreau, et le conseil municipal est composé de onze conseillers et conseillères. Razines fait partie du diocèse de Tours et du canton de Richelieu. Si Razines a aujourd'hui son église, son presbytère, sa mairie et son école, ce ne fut pas toujours le cas : au milieu du XIXe siècle Razines ne possédait plus ces bâtiments, et était destinée à mourir. En effet, en 1860, le préfet d'Indre-et-Loire estima que Razines était bien trop pauvre pour bénéficier encore du statut de commune, et décida que l'espace communal devait être divisé en trois et rattaché aux communes voisines. Pour sauver le village, un des concitoyens, le docteur Paulin Archimbault, fit construire à ses frais une église, un presbytère ainsi qu'une école. Le restant des villageois offrit une mairie à la commune. Et c'est ainsi qu'en 1861, la commune fut sauvée. L'église continue encore aujourd'hui d'organiser des messes, dites par le curé de Richelieu. L'école a fermé ses portes en 2022. L'ancienne épicerie de la rue des Caves est fermée depuis 1998, le seul commerce restant sur la commune de Razines étant maintenant l'auberge de la place. 
Les principales activités agricoles sur la commune sont la culture intensive du melon et des céréales, et la viticulture.
| Période                                  | Période  | Identité                    | Étiquette | Qualité               |
| ---------------------------------------- | -------- | --------------------------- | --------- | --------------------- |
| 1830                                     |          | Charles Reverdy             |           |                       |
| 1874                                     | 1884     | Désiré Beausse (1er du nom) |           |                       |
| 1884                                     | 1904     | Désiré Beausse (2e du nom)  |           |                       |
| 1971                                     | 1995     | Henri Beausse               | SE        | Négociant-Agriculteur |
| 1995                                     | 2008     | Cécile Giraudet             | SE        | Agricultrice          |
| 2008                                     | 2020     | Daniel Dupuy                | SE        | Agriculteur           |
| mai 2020                                 | en cours | Franck Libéreau             | SE        | Retraité              |
| Les données manquantes sont à compléter. |          |                             |           |                       |

## Population et société

### Démographie
L'évolution du nombre d'habitants est connue à travers les recensements de la population effectués dans la commune depuis 1793. Pour les communes de moins de 10 000 habitants, une enquête de recensement portant sur toute la population est réalisée tous les cinq ans, les populations de référence des années intermédiaires étant quant à elles estimées par interpolation ou extrapolation. Pour la commune, le premier recensement exhaustif entrant dans le cadre du nouveau dispositif a été réalisé en 2008.

En 2022, la commune comptait 221 habitants, en évolution de −7,14 % par rapport à 2016 (Indre-et-Loire : +1,67 %, France hors Mayotte : +2,11 %).
| 1793 | 1800 | 1806 | 1821 | 1831 | 1836 | 1841 | 1846 | 1851 |
| ---- | ---- | ---- | ---- | ---- | ---- | ---- | ---- | ---- |
| 297  | 291  | 265  | 298  | 299  | 332  | 355  | 341  | 331  |

| 1856 | 1861 | 1866 | 1872 | 1876 | 1881 | 1886 | 1891 | 1896 |
| ---- | ---- | ---- | ---- | ---- | ---- | ---- | ---- | ---- |
| 350  | 345  | 344  | 300  | 323  | 322  | 372  | 365  | 356  |

| 1901 | 1906 | 1911 | 1921 | 1926 | 1931 | 1936 | 1946 | 1954 |
| ---- | ---- | ---- | ---- | ---- | ---- | ---- | ---- | ---- |
| 347  | 363  | 360  | 323  | 344  | 332  | 328  | 351  | 366  |

| 1962 | 1968 | 1975 | 1982 | 1990 | 1999 | 2006 | 2008 | 2013 |
| ---- | ---- | ---- | ---- | ---- | ---- | ---- | ---- | ---- |
| 333  | 316  | 254  | 253  | 262  | 246  | 243  | 242  | 244  |

| 2018 | 2022 | - | - | - | - | - | - | - |
| ---- | ---- | - | - | - | - | - | - | - |
| 234  | 221  | - | - | - | - | - | - | - |

### Enseignement
Razines se situe dans l'Académie d'Orléans-Tours (Zone B) et dans la circonscription de Chinon.
L'école maternelle accueille les élèves de la commune.

## Lieux et monuments
Razines est un vieux village aux confins de la Touraine et du Poitou. Son passé est on ne peut plus riche pour un si petit village.

### La vieille église
L'ancienne église Sainte-Catherine de Razines fut l'un des premiers monuments et bâtiments construits sur la commune. Elle fut construite bien en dehors du bourg au Xe siècle. Elle possède une façade orientale, encore bien conservée, présentant une belle porte en plein cintre aux élégantes voussures, un larmier soutenu par des modillons sculptés, le tout surmonté d'un clocher à peigne à deux baies jumelles. À la suite de son rachat par la commune, une association « Les amis de l’Ancienne Église de Razines » a été créée en 2017 par trois razinoises. Cette structure a pour but premier la restauration et la sauvegarde de l’édifice. À terme, le projet est de faire revivre le monument en y installant une activité artisanale. Une page facebook a été créée à cette occasion.

### Le château de Chargé
Ancien fief de l'abbaye de Noyers, le château fut construit par un certain Isembard de Chargé, qui l'a offert, avec l'abbaye du Noyers, à sa femme Oda. Passé ensuite en différentes mains, profondément remanié aux XVIe siècle, XVIIe siècle et XVIIIe siècle, par la famille de Blet, ses propriétaires, saisi à la Révolution en qualité de bien national, il existe toujours et ses bâtiments abritent une exposition agricole. Le château possédait des dépendances, notamment la bâtisse de Haute-Claire, désormais propriété de la famille Beausse depuis le  XVIIIe siècle. Un souterrain de plus de 800 mètres, assez large pour accueillir un attelage de chevaux, courait depuis le château vers la ferme de Haute-Claire. Il existait également une chapelle accolée au château construite au XIVe siècle, celle-ci sera détruite en 1890.

### Le prieuré de Saint-Gilles-des-Cols
Situé au nord de Saulnay, dépendance de l'abbaye de Noyers et fief du château de Saumur, Ce prieuré aurait été construit au XIe siècle, sur un tumulus. Il y aurait eu ici une source qui guérissait de la folie. À 800 mètres de cette chapelle, se trouvait un champ de foire et les fouilles archéologiques menées à cet emplacement font remonter son origine à l'époque gallo-romaine. Bien après l'époque médiévale s'y tenait encore une foire annuelle en mémoire d'une victoire sur les musulmans. Il y a d'ailleurs non loin de la chapelle le « Carroi des sept chemins », où se tenaient deux foires au bestiaux annuelles jusqu'en 1900. Les derniers vestiges de la chapelle étaient encore visibles en 1850. Il n'en reste aujourd'hui pour seule trace qu'un bénitier en calcaire, propriété d'une famille du village.

### Autres sites historiques
Le château du Pont, « Terra de ponte araldi », était au XIe siècle un pont fortifié dépendant de l'abbaye du Noyers et entouré de douves. C'était à cette époque le seul pont sur la Veude. Il était en 1500 propriété de René de Razines. L'édifice a été entièrement rebâti au XVIIe siècle ; n'en subsiste aujourd'hui qu'un pavillon à deux étages.
Le manoir de Réveillon et le château de Milly sont quant à eux deux excellents exemples de bâtisses tourangelles de style directoire telles que l'on pouvait en voir au XVIIIe siècle.
Le domaine de la Garelière, où sur 22 hectares s'étend l'un des meilleurs vignobles de la région, est une ancienne propriété du cardinal de Richelieu, d'où il tirait autrefois son propre vin de table, le faisant venir à Paris. Le vignoble bénéficie aujourd'hui d'une appellation A.O.C
Beaucoup d'autres monuments sont encore à découvrir sur la commune de Razines, comme le château du Fougeray, construit au XIXe siècle par les Pradeau, et d'autres vestiges : four, lavoir, souterrains, moulin (comme celui de Girrault, pont, joubert)…